# Wiązownica
Wiązownica è un comune rurale polacco del distretto di Jarosław, nel voivodato della Precarpazia.
Ricopre una superficie di 243,86 km² e nel 2004 contava 10 975 abitanti.